# Тропар
Тропар је кратка црквена песма, строфе од неколико редова, која изражава и слави главну тему светковине (празник, светитељ итд).

## Тропар Божићу
|  | Рођењем Твојим Христе Боже наш, засија свету светлост Богопознања, јер се у тој светлости звездом учаху они који звездама служе да се клањају Теби, Сунцу Правде, и да познају Тебе са висине Истока, Господе, Господе, слава Ти! |